# عريضة فرنسية ضد قوانين سن الرشد
شهدت أواخر السبعينيات جهودًا متضافرة من جانب نشطاء حقوق المثليين والمنظمة النسوية الفرنسية والمفكرين اليساريين ليس فقط لمعادلة سن الرضا ولكن إعادة التفكير أو تجاهل المفهوم تمامًا.  
عدد من المفكرين الفرنسيين - بمن فيهم ميشال فوكو ، وجيل دولوز ، وجاك دريدا ، ولويس أراجون ، ورولان بارت ، وسيمون دي بوفوار ، وجان بول سارتر ، وفيليكس غوتاري ، وميشيل ليريس ، وآلان روب جريليت ، وفيليب سوليرز ، وجاك رانسيير ، وجان- فرانسوا ليوتار وفرانسيس بونج وبيرنارد بيرست والعديد من الأطباء وعلماء النفس البارزين - وقعوا على الالتماس الأولي.  كانت الحجة الأساسية ، بالنسبة لمعظم الموقعين ، أن هناك تفاوتًا معاديًا للمثليين في سن الرضا أنشأه التشريع الأخير.